# Großrußbach (Herrschaft)
Die Herrschaft Großrußbach war eine Grundherrschaft im Viertel unter dem Manhartsberg im Erzherzogtum Österreich unter der Enns, dem heutigen Niederösterreich.

## Ausdehnung
Die Herrschaften umfasste zuletzt die Ortsobrigkeit über Großrußbach und Oberkreuzstetten. Der Sitz der Verwaltung befand sich in Großrußbach.

## Geschichte
Letzter Inhaber der Stiftungsfondsherrschaft war die Theresianische Ritter-Akademie in Wien. Im Zuge der Reformen 1848/1849 wurde die Herrschaft aufgelöst.